# Mezquita Saatli
La Mezquita Saatli (en azerí: Saatlı məscidi) es una mezquita de Shusha.

## Historia

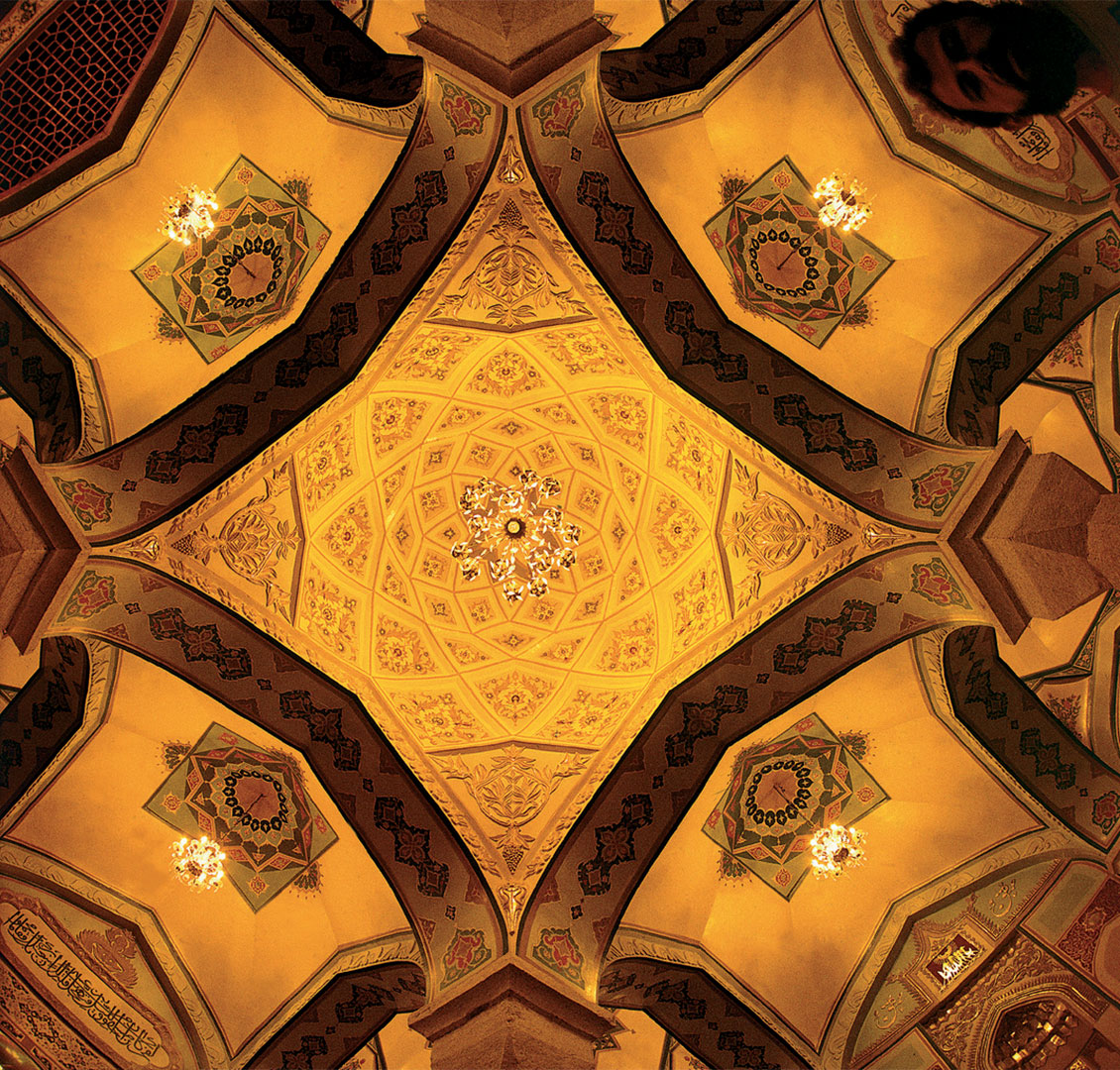
El techo de la mezquita

La mezquita Saatli fue construida en 1883 por el arquitecto azerbaiyano, Karbalayi Safikhan Karabakhi. La mezquita tiene una sala de oración de tres naves y dos minaretes de ladrillo con una decoración especialmente estampada específica de la arquitectura de Karabaj.
El 8 de mayo de 1992, después de la captura de Şuşa por las fuerzas armenias, la mezquita dejó de funcionar. El 8 de noviembre de 2020 las fuerzas azerbaiyanas tomaron el control de Shusha. El 14 de enero de 2021, el presidente de Azerbaiyán, Ilham Aliyev, y la primera dama Mehriban Aliyeva visitaron Shusha y la mezquita Saatli, rezaron y presentaron el Sagrado Corán traído de la Meca a la mezquita.